# Jean X d'Antioche
Pour les articles homonymes, voir Jean X (homonymie).
Jean X (en arabe : يوحنا العاشر), né Youhanna Yazigi (en arabe : يوحنا يازجي) en 1955 à Lattaquié (Syrie), est l'actuel et 158e Patriarche orthodoxe d'Antioche depuis son élection le 17 décembre 2012.

## Biographie
Youhanna Yazigi est né à Lattaquié. Son père est originaire de Marmarita, un village de la vallée des Chrétiens, en Syrie. Le 17 décembre 2012, il est élu patriarche d'Antioche et de tout l'Orient sous le nom de Jean X d'Antioche, en remplacement d'Ignace IV d'Antioche décédé deux semaines plus tôt à l’âge de 92 ans.
Jean X étudie à l'université de Balamand où il obtient une licence en théologie orthodoxe en 1978, puis devient docteur ès théologie de l'université de Thessalonique en 1983. Il est ordonné la même année.
Avec les patriarches syriaque-orthodoxe et grec-catholique melchite Ignace Ephrem II et Joseph Absi, il a condamné en 2018 les bombardements de Barzé et de Him Shinshar par les États-Unis, la France et le Royaume-Uni, que Leurs Béatitudes ont qualifié notamment d'« agression injuste » qui « encourage les organisations terroristes ».

## Visites à l'étranger
- Du 11 au 19 octobre 2018, en Serbie[4].

## Décorations
- Grand-croix de l’ordre du Rédempteur (Grèce)
- Grand-croix de l'ordre du Prince Iaroslav le Sage (Ukraine)